# 禁区
「禁区」（きんく）は、日本の歌手中森明菜の楽曲。この楽曲は中森の6枚目のシングルとして、1983年9月7日にワーナー・パイオニア（現：ワーナーミュージック・ジャパン）のリプリーズ・レコードレーベルからリリースされた (EP: L-1662)。

## 背景
「禁区」は、1983年9月7日にシングル・レコード (EP: L-1662)で発売された。シングル・レコードのライナーノーツには本曲の楽譜が掲載されている。この楽曲は、売野雅勇が作詞し、イエロー・マジック・オーケストラの細野晴臣が作曲を手掛け、作曲した細野とともに萩田光雄によって編曲されたテクノ歌謡である。なお、細野が当初提供した楽曲は選考から外され、それをYMOが1983年7月27日に「過激な淑女」としてシングル化している。ミュージシャン・クレジット記載はないが高橋幸宏が電子ドラム演奏で参加していると言われている。
1983年10月12日に発売した中森の映像作品『NEW AKINA エトランゼ 中森明菜 in ヨーロッパ』には「禁区」のレコーディング風景も収められた。中森はこの楽曲で第34回NHK紅白歌合戦に初出演した。2010年には、中森をモチーフとしたパチンコ台『CR中森明菜・歌姫伝説〜恋も二度目なら〜』に本曲が新録された。
シングル盤「禁区」のB面として発表された「雨のレクイエム」は、芹沢類が作詞し、ブレイク直前にあった安全地帯の玉置浩二によって作曲され、「禁区」に続いて萩田が編曲を手掛けた楽曲である。

## チャート成績
この楽曲は、オリコン週間シングルチャートでは、1983年9月19日付で、初登場・最高順位ともに「1⁄2の神話」以来となる1位を記録した。同チャートの100位以内においては、計21週に渡ってランクインしている。また、1983年度のオリコン年間シングルチャートでは、17位を記録し、51万枚を上回る売り上げとなった。TBS系音楽番組『ザ・ベストテン』では、1983年9月29日から1983年11月3日の放送で6週連続1位を記録後、1983年11月17日の放送でも1位を記録し、通算7週に渡り1位を獲得した。また、1983年度の年間総合ベストテンでは、第10位を記録した。

## 収録曲
| #         | タイトル           | 作詞      | 作曲      | 編曲               | 時間 |
| --------- | ------------------ | --------- | --------- | ------------------ | ---- |
| A.        | 「禁区」           | 売野雅勇  | 細野晴臣  | 細野晴臣・萩田光雄 | 3:48 |
| B.        | 「雨のレクイエム」 | 芹沢類    | 玉置浩二  | 萩田光雄           | 4:43 |
| 合計時間: | 合計時間:          | 合計時間: | 合計時間: | 合計時間:          | 8:31 |

### 規格
- 1988年7月25日 - 8cmCD: 10SL-135[17]
- 1988年12月21日 - CT: 10L5-4045[18]
- 1998年11月26日 - 12cmCD: WPC6-8663[19]
- 2008年11月12日 - デジタル・ダウンロード[20][21]
- 2014年6月18日 - 12cmCD, Singles Box 1982-1991の一枚として

## クレジット
「禁区」のライナーノーツから
| - ディレクター: 島田雄三 - ミキサー: 菊地功 - 撮影: 渡辺達生 | - デザイン: 持田恭男 - セールス・プロモーター: 畠山政行 - プロモーター: 田中良明 |

## 収録アルバム
禁区
- 『BEST AKINA メモワール』[22][9]
- 『BEST』[23][9]

## カバーしたアーティスト
禁区
- 白冰冰（バイ・ピンピン） - 台湾の歌手・テレビタレント。1984年のアルバム『東洋最新金曲』に収録。歌詞は日本語と標準中国語と台湾語の３言語混合[24]。
- キャンディス・タイ（中国語: 戴蘊慧） - 香港の歌手・声優・テレビタレント。1984年のテレビ番組『第三届新秀歌唱大赛』にて、日本語と広東語の２言語混合歌詞でカバー。
- サラ・リー（中国語: 李麗蕊） - 香港の歌手。1985年のアルバム『告別李麗蕊』に広東語歌詞でタイトル「戀愛熱線」として収録。
- 張國榮（レスリー・チャン） - 香港の歌手・俳優。1985年の『為妳鍾情』に広東語歌詞でタイトル「第一次」として収録。また1986年のアルバム『英雄本色當年情』（台湾発売版）『愛慕』（香港発売版）に北京語（標準中国語）歌詞でタイトル「背棄命運」として収録。
- あがた森魚 - 1993年のカバー・アルバム『イミテーション・ゴールド』に収録[25]。この楽曲の編曲は高浪敬太郎が手掛けた[25]。